# Fixiermittel
Ein Fixiermittel ist in der Analogfotografie eine Chemikalie, welche das belichtete Filmmaterial lichtunempfindlich macht, also fixiert. 
Durch ein Bad in dieser Chemikalie wird die chemische Struktur des Filmes so verändert, dass die lichtempfindlichen Substanzen des Filmmaterials in lichtunempfindliche Substanzen umgesetzt werden. Dies ermöglicht dann die weitere Verarbeitung und spätere Lagerung der aus dem Filmmaterial entstandenen Negative.
Das moderne Fixiermittel für einen analogen Film ist eine Thiosulfat-Lösung. Hierbei wird ausgenutzt, dass das Thiosulfation (S2O32−) mit den Silberhalogeniden einen stabileren Komplex bildet. Während des Fixierens wird das als Feststoff vorliegende Silberbromid über mehrere Zwischenschritte in wasserlösliche Verbindungen überführt:
(1) {\displaystyle \mathrm {2\,AgBr_{\left(s\right)}\,+\,Na_{2}S_{2}O_{3\left(aq.\right)}} \,\rightleftharpoons \,\mathrm {Ag_{2}S_{2}O_{3}\downarrow \,+\,2\ NaBr_{\left(aq\right)}} }
(2) {\displaystyle \mathrm {Ag_{2}S_{2}O_{3}\,+\,Na_{2}S_{2}O_{3}\,} \rightleftharpoons \mathrm {\,2\,NaAgS_{2}O_{3}\downarrow } }
(3) {\displaystyle \mathrm {NaAgS_{2}O_{3}+Na_{2}S_{2}O_{3}} \rightleftharpoons \mathrm {Na_{3}\left[Ag\left(S_{2}O_{3}\right)_{2}\right]} }
(4) {\displaystyle \mathrm {Na_{3}\left[Ag\left(S_{2}O_{3}\right)_{2}\right]\,+\,Na_{2}S_{2}O_{3}} \rightleftharpoons \mathrm {Na_{5}\left[Ag\left(S_{2}O_{3}\right)_{3}\right]} }
Der sich nun in der Lösung befindliche Dithiosulfatoargentat(I)-Komplex wird einfach herausgewaschen und der Film damit fixiert, da bei Lichteinfall nun keine Silberhalogenide mehr zu Silber umgewandelt werden können, da keine Silberhalogenide mehr vorhanden sind.
Früher wurde als Fixiermittel Ammoniak (NH3) eingesetzt, dessen Wirkung bereits 1775 von Carl Wilhelm Scheele entdeckt worden war. Ammoniak bildet einen ähnlich stabilen Komplex: [Ag(NH3)2]X – das Diamminsilber(I)-halogenid. Das X steht hierbei für die Halogenidanionen (Cl−, Br−, I−).